# بيتر غوردون (متسابق يخت)
بيتر غوردون (بالإنجليزية: Peter Gordon)‏ (و. 1882 – 1975 م) هو متسابق يخت كندي، ولد في أونتاريو، شارك في الألعاب الأولمبية الصيفية 1932، توفي في فانكوفر، عن عمر يناهز 93 عاماً.

## روابط خارجية
- بيتر غوردون على موقع أوليمبيديا (الإنجليزية)